# Audrey Marnay
 (juin 2019).
Si vous disposez d'ouvrages ou d'articles de référence ou si vous connaissez des sites web de qualité traitant du thème abordé ici, merci de compléter l'article en donnant les références utiles à sa vérifiabilité et en les liant à la section « Notes et références ».
Pour les articles homonymes, voir Marnay.
Audrey Marnay est un mannequin et actrice française née le 14 octobre 1980 à Chartres.

## Biographie
Née à Chartres le 14 octobre 1980, elle quitte l'Eure-et-Loir à l’âge de 16 ans pour s'installer à New York.

### Mannequinat
À quatorze ans, Audrey Marnay pousse la porte de l'agence Viva dans l'espoir de faire quelques photos. À 16 ans, elle arrive au niveau des Top Models, grâce à la couverture et les 32 pages qui lui sont consacrées dans le Vogue italien. Elle enchaîne les campagnes de publicité (Calvin Klein, Versace, Chanel, Valentino) et sera en couverture de magazines internationaux (Vogue, Elle).
Ange pour l'Air du Temps de Nina Ricci, photographiée par Jean Baptiste Mondino dans le métro parisien, elle devient par la suite l'égérie publicitaire du Bon Marché, grand magasin de la Rive Gauche à Paris.

### Comédienne
En 2003, elle revient à Paris pour suivre des cours d'art dramatique.
En 2005, elle fait ses premiers pas au cinéma : elle tourne en Belgique le premier long-métrage de Stefan Liberski, Bunker Paradise, mené par Jean-Paul Rouve. Elle tient le premier rôle féminin. L'année suivante, elle tient un second rôle dans un projet plus exposé, la comédie Mon meilleur ami, de Patrice Leconte, aux côtés de Daniel Auteuil, Julie Gayet et Dany Boon.
En 2008, elle fait partie du casting du film choral Paris, de Cédric Klapisch, qui sera un beau succès commercial. La même année, elle tient aussi un second rôle  dans la comédie gothique La Maison Nucingen, de Raoul Ruiz. Le film passe cependant inaperçu.
En 2009, elle joue dans le court-métrage écrit et réalisé par Géraldine Maillet, Une Dernière Cigarette, mais tient aussi le premier rôle féminin d'un film étranger, des frères Noury, The Man Who Sold the World. Puis en 2010, elle donne la réplique à Melvil Poupaud, tête d'affiche de La Lisière, un drame écrit et réalisé par Géraldine Bajard.
Elle passe alors à la télévision : en 2011, elle joue dans le téléfilm historique de France 3 Le Temps du silence, porté par Loïc Corbery. La même année, elle fait une petite apparition au cinéma dans le succès La Délicatesse, porté par Audrey Tautou.
En 2013, dans le drame musical Opium, réalisé par Arielle Dombasle, elle prête ses traits à Coco Chanel, puis en 2014 fait une apparition dans le film américain Monuments Men, réalisé par George Clooney.

### Vie privée
Elle est mère de trois enfants, Amaël né en 2000, Aidyn né en 2003 et Alfred, né en 2014.
Elle est directrice artistique de la marque de joaillerie Etername, de 2004 à 2006 où elle crée des bijoux.
En 2010, Claudie Pierlot fait appel à elle pendant deux saisons pour relancer la marque. Elle crée alors deux collections.
En 2018, la Maison Causse, gantier4 créé en 1892 et devenu une filiale du groupe Chanel, lui demande de créer une collection capsule de gants ; elle s'implique dans ce projet et réalise trois modèles dans divers coloris.

### Ambassadrice
En 2010, elle s’engage en tant que marraine pour l’association Les Enfants de Bam, qui vient en aide aux plus démunis de la province de Bam, au Burkina Faso.
Elle devient ambassadrice de la marque Mercedes-Benz en 2016 et part en septembre de la même année pour le rallye des 10000 virages ou Tour de Corse, à bord de la GTS AMG.
En 2019, elle prend le volant de sa Mercedes-Benz 280SL, de 1971, qu'elle possède depuis l'âge de 19 ans, pour la 20e édition du Rallye des Princesses , en tant que marraine et concurrente.

## Filmographie

### Cinéma
- 2005 : Bunker Paradise de Stefan Liberski : Laeticia
- 2006 : Mon meilleur ami de Patrice Leconte : Marianne
- 2008 : La Maison Nucingen de Raoul Ruiz
- 2008 : Paris de Cédric Klapisch
- 2011 : La Lisière de Géraldine Bajard
- 2013 : Opium d'Arielle Dombasle
- 2014 : Monuments Men (The Monuments Men) de George Clooney : la femme de Jean-Claude
- 2021 : La Délicatesse de Stéphane Foenkinos et David Foenkinos
- 2023 : Vivants de Alix Delaporte : Stéphanie

### Courts-métrages
- 2009 : Tony Zoreil de Valentin Potier : Elizabeth
- 2009 : Redrum de Florent Schmidt : Audrey
- 2009 : Une Dernière Cigarette de Géraldine Maillet : Audrey
- 2012 : Lupa de Clémentine Poidatz : Audrey

### Télévision
- 2011 : Le Temps du silence de Franck Appréderis (TV)
- 2024 : Olympe, une femme dans la Révolution de Julie Gayet (Téléfilm français) : Madame de Lamballe

### Publicités
- Nuages de Michel Gondry - publicité pour Air France (2002)
- How does it make you feel d'Antoine Bardou Jacquet pour Air France
- So Light Is Her Footfall d'Édouard Salier pour Air France (2010)

## Discographie
- Elles & Lui d'Alain Chamfort - Duo sur Manureva